# Staying Power (Queen)
Staying Power is een nummer van de Engelse rockband Queen. Het staat op de B-kant van de single Back Chat en is het eerste nummer van de eerste kant van het album Hot Space. Het is geschreven door leadzanger Freddie Mercury. Het nummer werd alleen in Japan als single uitgebracht.